# 1979-es Formula–1 francia nagydíj
A francia nagydíj volt az 1979-es Formula–1 világbajnokság nyolcadik futama.

## Futam
Az időmérő edzésen a Renault-k nagyon versenyképesek voltak: Jean-Pierre Jabouille-é lett a pole a csapattárs Rene Arnoux, Villeneuve, Piquet és Scheckter előtt. A rajt után a vezetést Villeneuve szerezte meg Jabouille és Scheckter előtt. Arnoux rossz rajtja miatt a kilencedik helyre esett vissza, de ezután visszazárkózott az élmezőnybe. A 47. körtől Villeneuve Ferrarija nehezen kezelhetővé vált, emiatt a 47. körben Jabouille megelőzte. Az utolsó körökre Arnoux utolérte Villeneuve-öt, a 78. körben pedig megelőzte. A következő, utolsó előtti körben Arnoux motorjával probléma akadt, így Villeneuve visszaelőzte a célegyenesben. Az utolsó körben nagy harcot vívtak egymással, többször egymásnak ütköztek, végül Villeneuve meg tudta tartani a második helyet. Jones negyedik, Jarier ötödik lett. Jabouille megszerezte a Renault és a turbófeltöltéses motorok első győzelmét, ami fordulópontnak bizonyult a Formula–1 történetében, a későbbiekben a turbómotor egyre versenyképesebbé vált.
| Helyezés | #  | Versenyző             | Csapat/Motor       | Körök | Idő/Kiesés oka | Rajthely | Pontszám |
| -------- | -- | --------------------- | ------------------ | ----- | -------------- | -------- | -------- |
| 1        | 15 | Jean-Pierre Jabouille | Renault            | 80    | 1:35:20,42     | 1        | 9        |
| 2        | 12 | Gilles Villeneuve     | Ferrari            | 80    | +14,59         | 3        | 6        |
| 3        | 16 | René Arnoux           | Renault            | 80    | +14,83         | 2        | 4        |
| 4        | 27 | Alan Jones            | Williams-Ford      | 80    | +36,61         | 7        | 3        |
| 5        | 4  | Jean-Pierre Jarier    | Tyrrell-Ford       | 80    | +1:04,51       | 10       | 2        |
| 6        | 28 | Clay Regazzoni        | Williams-Ford      | 80    | +1:05,51       | 9        | 1        |
| 7        | 11 | Jody Scheckter        | Ferrari            | 79    | +1 kör         | 5        |          |
| 8        | 26 | Jacques Laffite       | Ligier-Ford        | 79    | +1 kör         | 8        |          |
| 9        | 20 | Keke Rosberg          | Wolf-Ford          | 79    | +1 kör         | 16       |          |
| 10       | 8  | Patrick Tambay        | McLaren-Ford       | 78    | +2 kör         | 20       |          |
| 11       | 7  | John Watson           | McLaren-Ford       | 78    | +2 kör         | 15       |          |
| 12       | 31 | Héctor Rebaque        | Lotus-Ford         | 78    | +2 kör         | 23       |          |
| 13       | 2  | Carlos Reutemann      | Lotus-Ford         | 77    | +3 kör         | 13       |          |
| 14       | 29 | Riccardo Patrese      | Arrows-Ford        | 77    | +3 kör         | 19       |          |
| 15       | 30 | Jochen Mass           | Arrows-Ford        | 75    | +5 kör         | 22       |          |
| 16       | 18 | Elio de Angelis       | Shadow-Ford        | 75    | +5 kör         | 24       |          |
| 17       | 35 | Bruno Giacomelli      | Alfa Romeo         | 75    | +5 kör         | 17       |          |
| 18       | 17 | Jan Lammers           | Shadow-Ford        | 73    | +7 kör         | 21       |          |
| Kiesett  | 3  | Didier Pironi         | Tyrrell-Ford       | 71    | Felfüggesztés  | 11       |          |
| Kiesett  | 14 | Emerson Fittipaldi    | Fittipaldi-Ford    | 53    | Motorhiba      | 18       |          |
| Kiesett  | 6  | Nelson Piquet         | Brabham-Alfa Romeo | 52    | Baleset        | 4        |          |
| Kiesett  | 1  | Mario Andretti        | Lotus-Ford         | 51    | Fék            | 12       |          |
| Kiesett  | 25 | Jacky Ickx            | Ligier-Ford        | 45    | Motor          | 14       |          |
| Kiesett  | 5  | Niki Lauda            | Brabham-Alfa Romeo | 23    | Kicsúszás      | 6        |          |
| NI       | 9  | Hans-Joachim Stuck    | ATS-Ford           |       | Kerék probléma |          |          |
| NK       | 22 | Patrick Gaillard      | Ensign-Ford        |       |                |          |          |
| NK       | 24 | Arturo Merzario       | Merzario-Ford      |       |                |          |          |

## Statisztikák
Vezető helyen:
- Gilles Villeneuve: 46 (1-46)
- Jean-Pierre Jabouille: 34 (47-80)

Jean-Pierre Jabouille 1. győzelme, 2. pole-pozíciója, René Arnoux 1. leggyorsabb köre.
- Renault 1. győzelme.